# Rauðitindur (bergstopp i Island, lat 64,90, long -14,50)
Rauðitindur är en bergstopp i republiken Island. Den ligger i regionen Austurland, 400 km öster om huvudstaden Reykjavík. Toppen på Rauðitindur är 429 meter över havet.
Trakten runt Rauðitindur är nära nog obefolkad, med mindre än två invånare per kvadratkilometer. Närmaste större samhälle är Reyðarfjörður, omkring 19 kilometer nordost om Rauðitindur. Trakten runt Rauðitindur består i huvudsak av gräsmarker.